# Berend (keresztnév)
A Berend ótörök népnévből származó régi magyar személynév, a jelentése: aki megadta magát.

## Gyakorisága
Az 1990-es években szórványosan fordult elő, a 2000-es években nem szerepel a 100 leggyakoribb férfinév között.

## Névnapok
ajánlott névnap
- december 3.[2]